# Christian August (Anhalt-Zerbst)

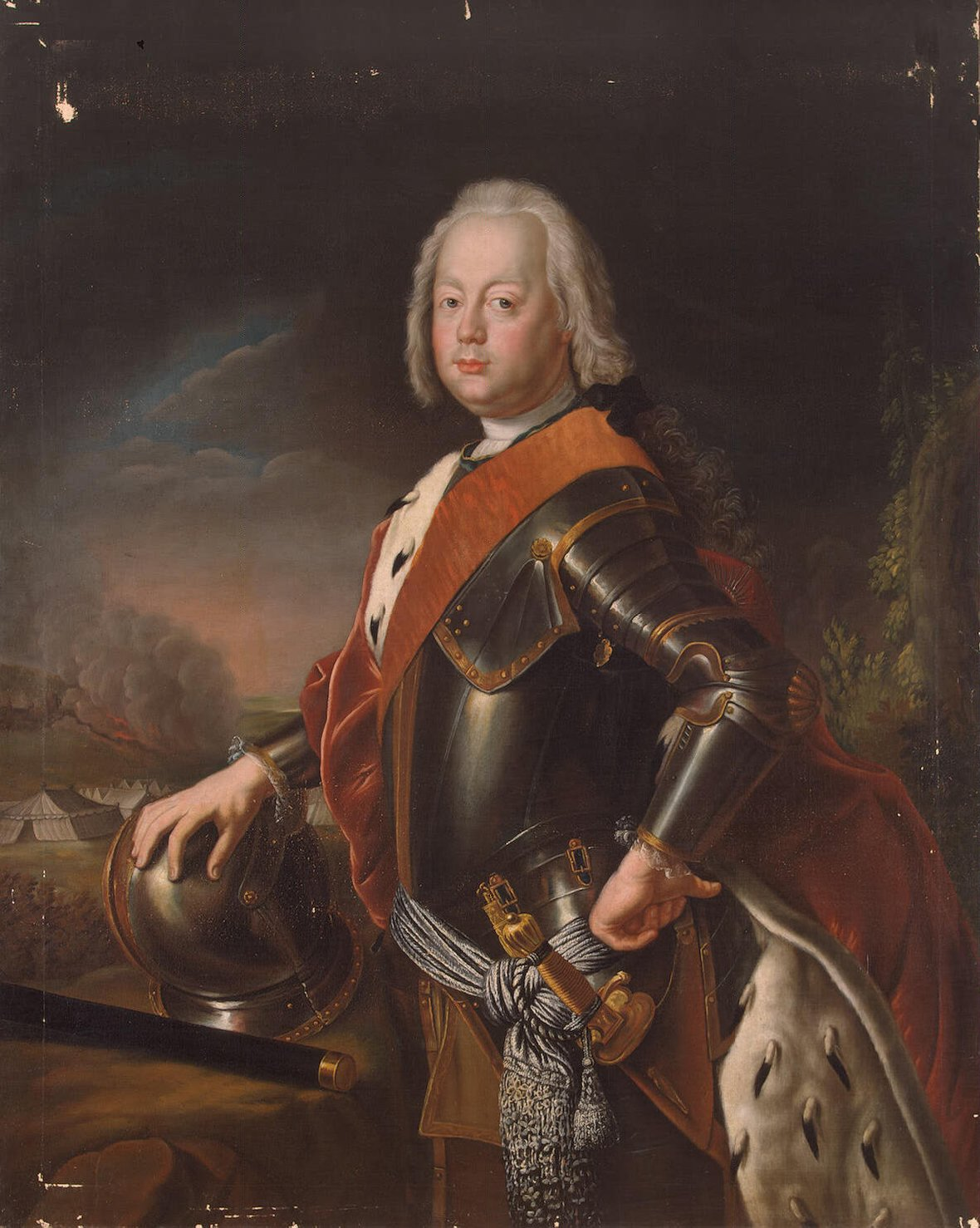
Antoine Pesne, Christian August von Anhalt-Zerbst, 1725, Eremitage

Christian August, Fürst von Anhalt-Zerbst (* 29. November 1690 in Dornburg; † 16. März 1747 in Zerbst) war ein königlich-preußischer Generalfeldmarschall, Vater der russischen Zarin Katharina II. und Sohn von Johann Ludwig I. von Anhalt-Zerbst. Er entstammte dem Haus der Askanier und regierte ab 1742 als Fürst von Anhalt-Zerbst.

## Leben
Nachdem Christian August 1708 etwa ein halbes Jahr als Kapitän bei dem Regiment Garde stand, erhielt er am 11. Februar 1709 eine Kompanie im Regiment Anhalt-Zerbst zu Fuß (1806: No. 8), welches seit 1688 diesen Namen führte und dessen Tradition im 19. Jahrhundert das Grenadier-Regiment König Friedrich Wilhelm IV. (l. Pommersches) Nr. 2 fortführte. Es war in Stettin stationiert. Er erhielt 1711 den Orden De la Générosité, später in Pour le Mérite umbenannt, und wurde am 1. März 1713 vom Kapitän zum Oberstleutnant befördert. Nachdem der Fürst die Feldzüge des Spanischen Erbfolgekrieges und in den Niederlanden mitgemacht hatte, wurde er 1714 Chef des Regiments Anhalt-Zerbst zu Fuß, erhielt am 4. Januar 1716 die Beförderung zum Oberst und am 14. August 1721 die Ernennung zum Generalmajor.

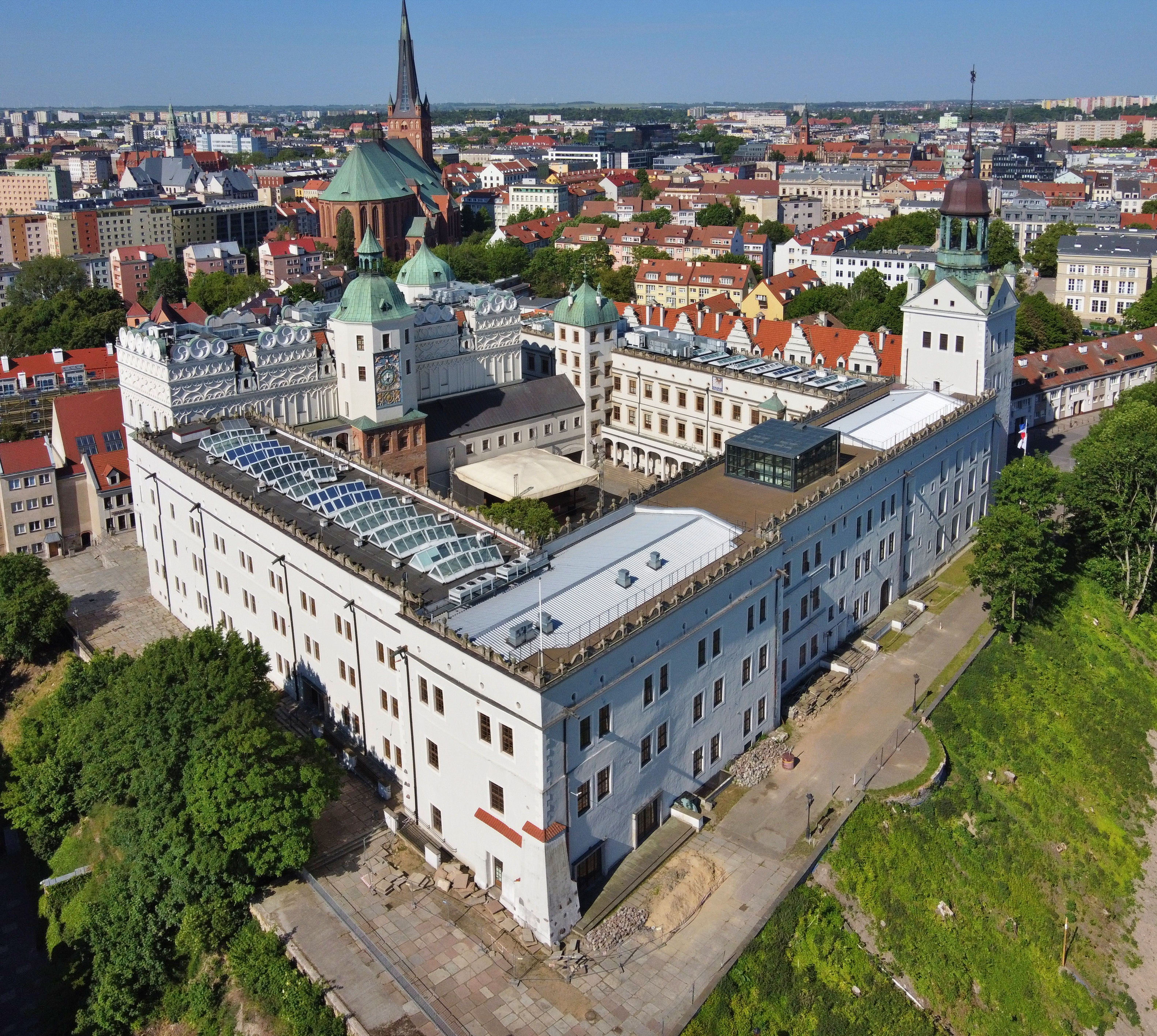
Stettiner Schloss

Am 22. Januar 1729 wurde er Kommandant von Stettin, nachdem er am 24. Mai 1725 in Stettin zum Ritter des Schwarzen Adlerordens ernannt worden war. Christian August wurde am 28. Mai 1732 zum Generalleutnant und am 8. April 1741 zum General der Infanterie befördert. Am 5. Juni des gleichen Jahres erfolgte seine Ernennung zum Gouverneur von Stettin. Am 16. Mai 1742 verlieh ihm Friedrich II. die höchste militärische Würde, den Rang eines Generalfeldmarschalls.
Ab November 1742, nach dem Tode von Johann August (Anhalt-Zerbst), wurden sein Bruder Johann Ludwig II. und er regierende Fürsten von Anhalt-Zerbst. Daher zog er mit seiner Familie auf das Schloss Zerbst.

## Heirat und Nachkommen
Am 8. November 1727 heiratete er in Vechelde bei Braunschweig die 15-jährige Johanna Elisabeth von Holstein-Gottorf (1712–1760), Tochter von Christian August von Schleswig-Holstein-Gottorf.
- Sophie Auguste Frederike (1729–1796) (Zarin Katharina II. von Russland von 1762–1796) ⚭ Peter III. von Russland (1728–1762) Zar von Russland (1762)
- Wilhelm Christian Friedrich (* 17. November 1730; † 27. August 1742)
- Friedrich August (1734–1793), Fürst von Anhalt-Zerbst (1747–1793)

⚭ Zerbst (17. November 1753) Prinzessin Caroline von Hessen-Kassel (* 10. Mai 1732; † 22. Mai 1759)
⚭ Ballenstedt (27. Mai 1764) Prinzessin Friederike von Anhalt-Bernburg (* 28. August 1744; † 12. April 1827)
- Auguste Christine Charlotte (* 10. November 1736; † 24. November 1736)
- Elisabeth Ulrike (* 17. Dezember 1742; † 5. März 1745)